# Sybra approximata
Sybra approximata là một loài bọ cánh cứng trong họ Cerambycidae.